# All Night (canção de The Vamps e Matoma)
All Night é uma canção da banda britânica de pop rock The Vamps e o DJ norueguês Matoma. Foi lançada como primeiro single do terceiro álbum de estúdio da banda, Night & Day, em 14 de outubro de 2016. Uma versão com participação da cantora norueguesa Astrid S foi lançada exatamente seis meses depois, em 14 de abril de 2017.

## Composição e lançamento
"All Night" é uma canção de Future bass composta por Bradley Simpson, James McVey, Connor Ball, Tristan Evans, Justin Franks, Danny Majic e John Mitchell
e produzida pelo DJ e produtor americano Frank E e Tristan Evans. Em entrevista para a Notion Magazine, o guitarrista James McVey declarou: "É uma canção que nós fizemos com um cara chamado Frank E que é produtor em Los Angeles e foi criada em duas viagens lá. Primeiro de tudo ele enviou a ideia do refrão, e soa como crianças cantando mas é um sample. Então Brad e eu fomos para a primeira viagem, fizemos alguns versos e então Connor foi com Brad depois. Tristan têm trabalhado nela ajudando e produzindo porquê ele produz, então é uma música que vêm sendo pronta ao longo dos meses. Realmente começou com o refrão e então nós escrevemos à partir disso."
Liricamente, a canção "é sobre nostalgia, não que você tenha terminado com alguém mas quando vocês estão separados você está pensando sobre ele (a). No verso há algumas dicas do fato que a pessoa te ajudou a se tornar um ser humano melhor, e te ajudou em momentos difíceis", explicou o guitarrista James McVey para a 1883 Magazine.
O anúncio da data de lançamento da canção ocorreu em 7 de outubro de 2016, na rádio Capital FM, porém o nome e a colaboração da mesma só foram divulgados no dia 12, através de uma livestream no facebook de Dan Wooton, membro do jornal The Sun.
A canção foi lançada primeiramente na rádio Capital FM em 13 de outubro de 2016 e saiu oficialmente no dia seguinte. No dia 16 do mesmo mês, foi anunciado que o bundle do single, com dois CDs, um download digital e um código para a pré-venda dos ingressos da sua próxima turnê, seria lançado em 4 de novembro de 2016.

### Pistas
Na semana anterior ao lançamento da canção, entre 07 e 10 de outubro, a banda soltou algumas pistas relacionadas à mesma nas suas redes sociais, sendo elas:
1. Uma citação de Vincent Van Gogh postada no twitter, facebook e instagram da banda, que diz "Eu frequentemente acho que a noite é mais viva e mais rica em cores do que o dia",[7] logo após terem alternado o design das contas com cores diferentes durante a semana. No dia da postagem, o design imitava um céu estrelado.
2. Uma lista de reprodução do spotify cujo nome era formado por estrelas e as iniciais das canções formavam o trecho da canção "Wide awake, no sleep".
3. A lista de reprodução teve o trecho alterado para "Wide awake, that's okay as long as I'm with you".
4. Um vídeo de um céu estrelado no instagram da banda que havia o trecho "I've been up all night, no sleep".[8]
5. Outro vídeo parecido no instagram, mas dessa vez formava "I feel like I'm always dreaming".[9]

## Lista de faixas
- Download digital - single[10]

1. All Night - 3:17

- Download digital - Versão acústica[11]

1. All Night (Versão acústica) - 3:03

- Download digital - Remix de Alex Adair[12]

1. All Night (Alex Adair Remix) - 3:33

- Download digital - Remix de Nick Talos[13]

1. All Night (Nick Talos remix) - 2:55

- Download digital - Ao vivo[6]

1. All Night (Ao vivo do Teen Awards)

- Download digital - Versão com participação de Astrid S[2]

1. All Night (feat. Astrid S) - 3:16

- CD1[6]

1. All Night - 3:17
2. Scars - 3:46
3. Hideaway -3:04
4. Cheater (Ao vivo da O2 Arena)

- CD2[6]

1. All Night (Versão acústica) - 3:03
2. Talk Show - 3:04

## Desempenho comercial

### Paradas Musicais
| Tabela (2016–17)                               | Melhor posição |
| ---------------------------------------------- | -------------- |
| O campo songid é OBRIGATÓRIO PARA PARADA ALEMÃ | 60             |
| Austrália (ARIA)                               | 43             |
| Áustria (Ö3 Austria Top 75)                    | 55             |
| Bélgica (Ultratip Bubbling Under de Flandres)  | 5              |
| Bélgica (Ultratip Bubbling Under da Valônia)   | 15             |
| Canadá (Canadian Hot 100)                      | 72             |
| Dinamarca (Tracklisten)                        | 25             |
| Escócia (Scottish Singles Chart)               | 8              |
| Eslováquia (Singles Digitál Top 100)           | 31             |
| Filipinas (MYX)                                | 1              |
| Irlanda (IRMA)                                 | 6              |
| Itália (FIMI)                                  | 41             |
| Noruega (VG-lista)                             | 13             |
| Nova Zelândia (Recorded Music NZ)              | 12             |
| Países Baixos (Single Top 100)                 | 43             |
| Portugal (AFP)                                 | 57             |
| Reino Unido (UK Singles Chart)                 | 24             |
| República Checa (Singles Digitál Top 100)      | 23             |
| Suécia (Sverigetopplistan)                     | 13             |
| Suíça (Schweizer Hitparade)                    | 66             |

### Certificações
| País (Empresa)        | Certificação |
| --------------------- | ------------ |
| Austrália (ARIA)      | Ouro         |
| Canadá (Music Canada) | Ouro         |
| Itália (FIMI)         | Platina      |
| Noruega (IFPI)        | Platina      |
| Nova Zelândia (RMNZ)  | Ouro         |
| Reino Unido (BPI)     | Ouro         |